# Лук'янченко Олександр Олексійович
Лук'я́нченко Олекса́ндр Олексі́йович  (нар. 30 серпня 1947, хутір Бердичі, Ясинуватський район Донецька область, Українська РСР, СРСР) — український політик, міський голова Донецька.

## Біографія
Народився 1947 року на хуторі Бердичі, Ясинуватський район Донецька область. 
Закінчив чотирирічну школу в Бердичах, а потім восьмирічну в Авдіївці. 
У 1962 вступив до Донецький будівничий технікум. По закінченню потрапив до школи молодших командирів танкових військ.

### Посади
Працював на заводі Буддеталь, потім на «Донецькжилбуд» (головним інженером).
27 листопада 1992 заступив на посаду заступника голови Донецького міськвиконкому.
У 1994-1996 працює в Донецькій облдержадміністрації. Займає посаду заступника голови, а потім першого заступника голови.
Після облдержадміністрації два роки працює першим заступником генерального директора Адміністрації автомобільних дорог Донецької області.
Після цього стає першим заступником донецького міського голови Володимира Рибака в Донецькій міській раді.
У 2002 році висуває свою кандидатуру на посаду міського голови Донецька і 31 березня перемагає на виборах. 26 березня 2006 обирається на другий термін. 31 жовтня 2010, не без скандалу, обирається на третій термін.
Голова Асоціації шахтарських міст Донбасу, доктор економічних наук, заслужений будівельник України, лауреат Державної премії України в галузі архітектури та містобудівництва, почесний громадянин Донецької області.
16 липня 2015 року Генпрокуратура України порушила проти Лук'янченка кримінальну справу за фактом сприяння діяльності ДНР і проявам сепаратизму.

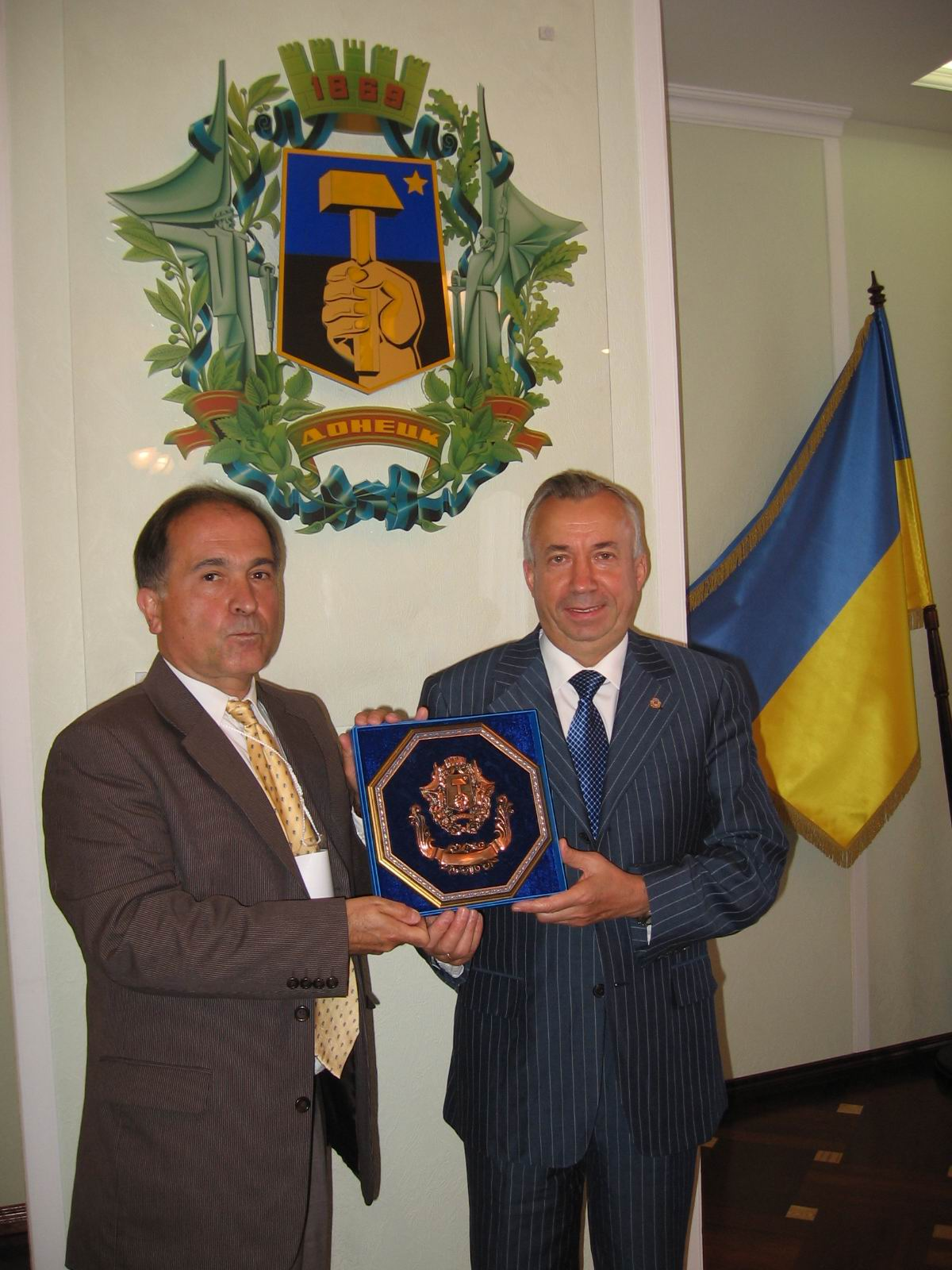
Президент Світового конґресу українців (1998—2008) Аскольд Лозинський приймає символічний дарунок — герб міста Донецька від мера Олександра Лук'янченка, 2007 рік

## Ставлення до української мови
Попри те, що Олександр Олексійович мер українського міста Донецька, він не розмовляє українською, мотивуючи це тим, що багато мешканців Донецька розмовляють російською. В інтерв'ю газеті він зауважив:
|  | «У нас мовне питання мало кого хвилює: як розмовляє людина, так її і сприймають. Коли мене питають, чому я не розмовляю державною мовою, я кажу: я розмовляю мовою моїх виборців. Ось піти сьогодні до колективу Донецького металургійного заводу або на шахту ім. Засядька, вийти і зробити доповідь українською — вони послухають, а потім будуть думати, що у мера щось трапилось із головою». Оригінальний текст (рос.) «У нас языковой вопрос мало кого беспокоит: как разговаривает человек, так его и воспринимают. Когда меня спрашивают, почему я не говорю на государственном языке, я говорю: я говорю на языке моих избирателей. Вот пойти сегодня в коллектив Донецкого металургического завода или на шахту им. Засядько, выйти и сделать доклад на украинском языке - они послушают, а потом будут думать, что у мэра что-то случилось с головой». |

## Відзнаки
- Орден князя Ярослава Мудрого V ступеня (5 липня 2012) — за значний особистий внесок у підготовку і проведення в Україні фінальної частини чемпіонату Європи 2012 з футболу, успішну реалізацію інфраструктурних проектів, забезпечення правопорядку і громадської безпеки під час турніру, піднесення міжнародного авторитету Української держави, високий професіоналізм[2]
- Орден «За заслуги» І ступеня (18 серпня 2009) — за значний особистий внесок у соціально-економічний, культурний розвиток Української держави, вагомі трудові досягнення та з нагоди 18-ї річниці незалежності України[3]
- Орден «За заслуги» ІІ ступеня (20 серпня 2007) — за значний особистий внесок у соціально-економічний, культурний розвиток Української держави, вагомі трудові досягнення та з нагоди 16-ї річниці незалежності України[4]
- Орден «За заслуги» III ступеня (29 серпня 2002) — за вагомий особистий внесок у соціально-економічний розвиток Донецької області, багаторічну сумлінну працю[5]
- Медаль «За працю і звитягу» (16 грудня 2003)[6]
- Медаль «За трудову відзнаку»
- Заслужений будівельник України (7 квітня 2000)[7]
- Лауреат Державної премії України в галузі архітектури 2003 — за комплексну реконструкцію вулиці Артема в місті Донецьку[8]
- Повний кавалер почесного знака «Шахтарська слава».